# Lago del Sambuco
Il lago del Sambuco (in tedesco See des Holunder) è un lago artificiale creato dalla diga del Sambuco che blocca il corso del fiume Maggia. Il lago si situa nel comune di Lavizzara, in cima alla val Lavizzara. 
Il lago fa parte dei cosiddetti laghi del Naret (di origine glaciale), che sono i laghi che danno origine alla Maggia.

## Galleria d'immagini

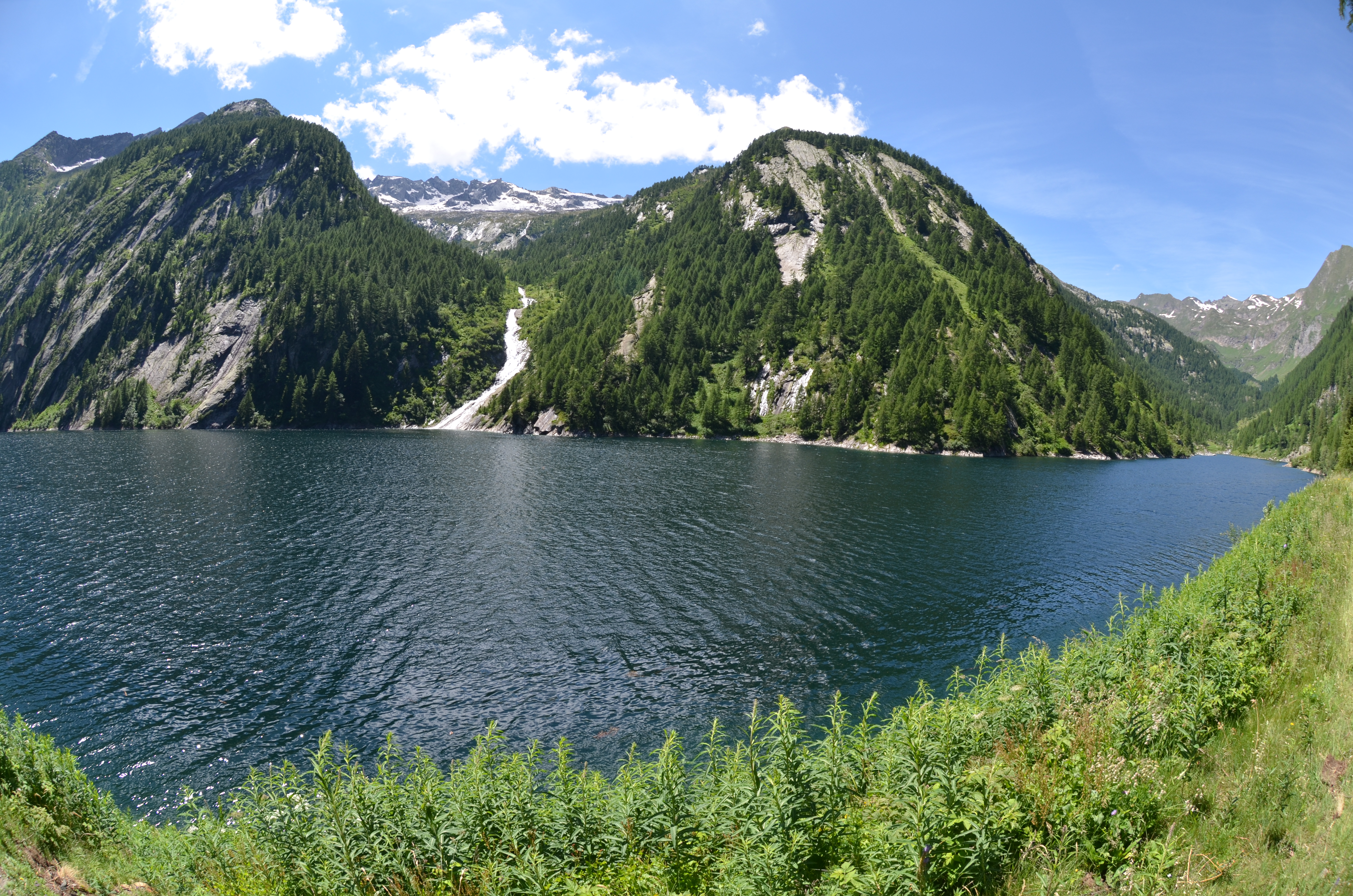
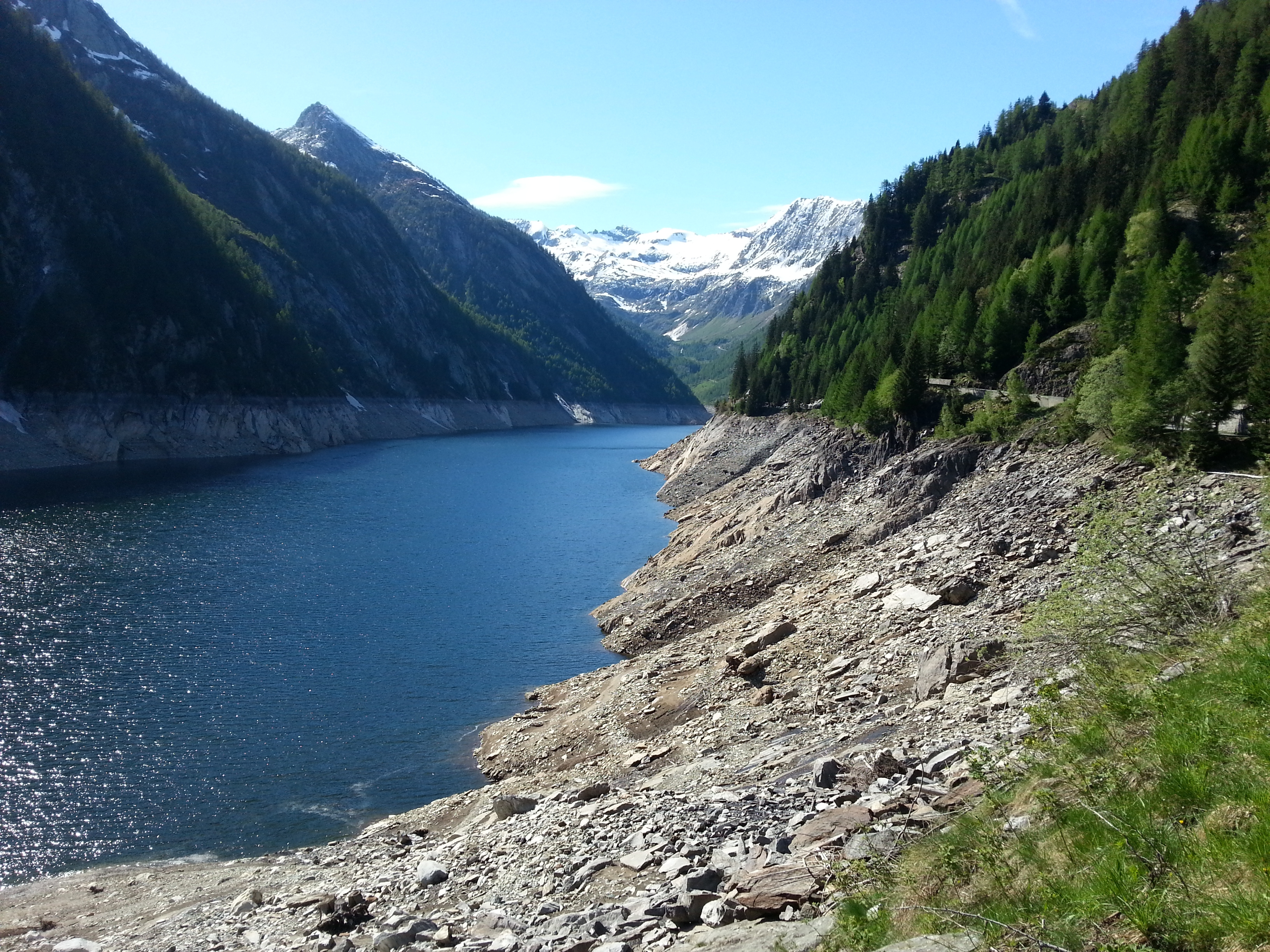